# Kuopion Palloseura 2010

## Rosa 2010
| N. |                      | Ruolo | Calciatore         |
| -- | -------------------- | ----- | ------------------ |
| 1  | Finlandia (bandiera) | P     | Tuomas Kolehmainen |
| 2  | Finlandia (bandiera) | D     | Joni Nissinen      |
| 3  | Finlandia (bandiera) | D     | Pietari Holopainen |
| 4  | Finlandia (bandiera) | D     | Patrik Turunen     |
| 6  | Nigeria (bandiera)   | C     | Raphael Udah       |
| 7  | Finlandia (bandiera) | C     | Miikka Turunen     |
| 8  | Finlandia (bandiera) | C     | Tero Taipale       |
| 9  | Ungheria (bandiera)  | D     | Balázs Balogh      |
| 10 | Nigeria (bandiera)   | A     | Olajide Williams   |
| 11 | Finlandia (bandiera) | C     | Petri Orovainen    |
| 12 | Finlandia (bandiera) | P     | Joonas Pöntinen    |
| 14 | Finlandia (bandiera) | A     | Petteri Rönkkö     |

| N. |                      | Ruolo | Calciatore        |
| -- | -------------------- | ----- | ----------------- |
| 15 | Finlandia (bandiera) | C     | Juho Nykänen      |
| 16 | Finlandia (bandiera) | A     | Samuli Kaivonurmi |
| 17 | Finlandia (bandiera) | D     | Jussi Kolari      |
| 19 | Finlandia (bandiera) | C     | Simo Rönkkö       |
| 20 | Finlandia (bandiera) | A     | Miikka Ilo        |
| 21 | Finlandia (bandiera) | C     | Jesse Miettinen   |
| 22 | Nigeria (bandiera)   | C     | Jerome Ogbuefi    |
| 23 | Camerun (bandiera)   | D     | Patrice Ollo      |
| 24 | Finlandia (bandiera) | D     | Atte Hoivala      |
| 26 | Nigeria (bandiera)   | A     | Dickson Nwakaeme  |
| 27 | Finlandia (bandiera) | A     | Ilja Venäläinen   |
| 30 | Finlandia (bandiera) | P     | Mikko Vilmunen    |